# Strukturell analogi
För andra användningar av analog, se Analog,  För andra användningar av analogi, se Analogi
Inom kemin betecknar en strukturell analog, även känd som kemisk analog eller helt enkelt analog, en förening som har en struktur som liknar den hos en annan förening, men skiljer sig i form av någon "detalj".
Det kan röra sig om en skillnad på en eller flera atomer, funktionella grupper eller understrukturer som är ersatta med andra atomer, grupper eller understrukturer. En analog kan, åtminstone teoretiskt, bildas från den andra föreningen.
Trots den stora likheten behöver en strukturell analog inte vara en funktionell analog och de kan ha mycket olika fysiska, kemiska, biokemiska eller farmakologiska egenskaper.

## Exempel
|  |  |
|  |  |
|  |  |